# Хлебная база № 81
Хлебная база № 81 (укр. Хлібна база № 81) — предприятие пищевой промышленности в городе Кременчуг Полтавской области.

## История
Предприятие было создано в 1936 году в соответствии со вторым пятилетним планом развития народного хозяйства СССР как объект "почтовый ящик № 130" наркомата продовольствия и представляло собой базу хранения государственного продовольственного резерва к северу от станции Кременчуг Южной железной дороги.
После начала Великой Отечественной войны в 1941 году район был оккупирован наступавшими немецкими войсками и база была уничтожена немцами.
В соответствии с четвёртым пятилетним планом восстановления и развития народного хозяйства СССР хлебная база № 130 была восстановлена и 18 июня 1949 года - введена в эксплуатацию. В это время в состав базы складской ёмкостью 84 тыс. тонн входили силосный корпус с силосной башней (на 24 тыс. тонн хранения) и пять механизированных складов ёмкостью 12 тыс. тонн каждый.
В 1961 году хлебная база № 130 получила новое наименование - «хлебная база № 81».
После провозглашения независимости Украины предприятие перешло в ведение министерства сельского хозяйства и продовольствия Украины.
В марте 1995 года Верховная Рада Украины внесла хлебную базу № 81 в перечень предприятий, приватизация которых запрещена в связи с их общегосударственным значением.
После создания в августе 1996 года государственной акционерной компании «Хлеб Украины» база стала дочерним предприятием ГАК «Хлеб Украины».
После создания 11 августа 2010 года Государственной продовольственно-зерновой корпорации Украины база была включена в состав предприятий ГПЗКУ.

## Современное состояние
База входит в систему созданного в 2011 году Государственного агентства резервов Украины. Основными функциями предприятия являются приёмка, хранение и отгрузка на автомобильный и железнодорожный транспорт зерновых культур, а также семян масличных культур (подсолнечника).
Общая рабочая ёмкость базы составляет 46 тыс. тонн.